# Priscila Machado
Priscila Machado (Canoas, 4 de janeiro de 1986) é uma modelo e apresentadora de TV brasileira, eleita Miss Brasil 2011 pelo Rio Grande do Sul e 3ª colocada no Miss Universo 2011.

## Carreira
Priscila iniciou sua carreira de modelo em 2001, aos quinze anos, quando venceu um concurso promovido pelo Caderno Donna, de Zero Hora, e como prêmio, foi capa de uma de suas edições.
Ao vencer concurso Donna da Capa em 2001, Priscila teve oportunidades de trabalhar em outros países como Coreia do Sul e Itália. Ela já fez a campanha do perfume da Jennifer Lopez e já foi clicada pelas lentes de Patrick Demarchelier .
Em 2007, entra para os concursos de beleza, vencendo o Miss Canoas 2008, título que lhe deu o direito de competir no Miss Rio Grande do Sul 2008, no qual foi uma das quinze semifinalistas. Em 2009, volta aos concursos, dessa vez no Miss Porto Alegre 2010, no qual figurou em segundo lugar. Com essa colocação, recebeu o direito de representar a cidade de Uruguaiana no Miss Rio Grande do Sul 2010. Ao final do concurso estadual, Priscila figurou entre as cinco finalistas, terminando em quarto lugar.

### Miss Rio de Janeiro 2010
Em 2010, Priscila foi tentar a sorte em outro estado, o Rio de Janeiro, onde foi eleita a Miss Rio de Janeiro 2010, a representante oficial da capital fluminense no Miss Estado do Rio de Janeiro do mesmo ano. Na final do concurso, a gaúcha foi uma das oito semifinalistas.

### Miss Rio Grande do Sul 2011
De volta ao Rio Grande do Sul, a gaúcha, então com 24 anos, tentou, pela terceira vez, sagrar-se como a mulher mais bela do estado. Em final ocorrida em 4 de dezembro de 2010, Priscila, que representou o município de Farroupilha, venceu o Miss Rio Grande do Sul 2011, ganhando o direito de representar o seu estado no Miss Brasil 2011.

### Miss Brasil 2011
Priscila não chegou ao Miss Brasil 2011 como favorita ao título. A favorita em 2011 para o título era a Catarinense Michelly Böhnen, Miss Santa Catarina, que acabou no Top 15 da competição. Porém, em final realizada no dia 23 de julho, a gaúcha avançou às seleções e consagrou-se como a mulher mais bonita do país, conquistando o décimo primeiro títúlo do Rio Grande do Sul e ampliando a vantagem do estado como o maior vencedor da história do concurso.
O segundo lugar ficou com a Miss Bahia, Gabriella Rocha, e em terceiro lugar ficou a Miss Acre, Danielle Knidel.

### Miss Universo 2011
Com o título de Miss Brasil 2011, a gaúcha Priscila Machado recebeu o direito de representar o país no Miss Universo 2011. Além disso, Priscila foi a anfitriã do concurso, uma vez que, pela primeira vez em sua história, o Miss Universo foi realizado em território brasileiro, na cidade de São Paulo, no dia 12 de setembro. A Miss Brasil terminou o concurso em 3° lugar, sendo a melhor colocada de todo o continente americano. O título de Miss Universo ficou com Leila Lopes, de Angola, participante que foi sua colega de quarto durante os preparativos para o concurso.

### Controvérsias
Após o anúncio de Priscila como Miss Brasil 2011, a gaúcha foi duramente vaiada pela plateia que acompanhava o concurso no HSBC Brasil. As torcidas de outras candidatas, indignados com a vitória da Miss Rio Grande do Sul, gritavam palavras de ordem contra a vencedora, como "peladona" e "marmelada". Uma das causas das vaias, foi uma foto divulgada dias antes do concurso, na qual Priscila aparece com seus seios a mostra, o que é proibido pelas regras do concurso. No entanto, dias após a gaúcha ser coroada Miss Brasil 2011, a organização do concurso veio a público defender o título de Priscila, alegando que a foto não deveria ser considerada, uma vez que ela não é oficial e não recebeu a autorização da moça para ser divulgada.
Após esse caso, mais fotos de conteúdo sensual de Priscila apareceram, dessa vez em sites pornô e de prostituição internacional. Após o ocorrido, Priscila foi vaiada novamente, dessa vez na competição preliminar do Miss Universo 2011 Depois do episódio, a Miss Brasil expressou, no Twitter, sua revolta contra as pessoas que a vaiaram. Além das polêmicas das vaias e da foto de nudez, Priscila também foi notícia por ter assumido publicamente ter realizado três cirurgias plásticas: implantes de silicone, lipoaspiração e rinoplastia. Logo após o concurso, a miss também assumiu seu namoro com o apresentador Bruno de Luca. Também namorou o nadador brasileiro César Cielo.

### Carreira na TV
Machado estreou na televisão em 29 de abril de 2013, ao lado de Silvio Luiz no esportivo Bola Dividida, exibido diariamente pela RedeTV. Ela deixou o programa em novembro do mesmo ano. Em 2014, participou do reality show Aprendiz Celebridades, exibido a partir de abril pela Rede Record e apresentado por Roberto Justus. Machado foi demitida juntamente com a socialite Beth Szafir na reta final do programa, mas retornou para ajudar o colega Christiano Cochrane na última tarefa da competição.